# 塩見ホールディングス
株式会社塩見ホールディングス（しおみホールディングス、英: Shiomi Holdings Corporation）は、かつて東京都千代田区に本社を置いていた持株会社。

## 概要
2004年（平成16年）9月28日、大証2部上場の広島県を地盤とする建設設計会社・株式会社塩見の株式移転により完全親会社として設立。
建設総合コンサルタントグループを目指して積極的なM&Aを行い、2008年（平成20年）3月期末には設計、建設、建材事業などを核とする連結子会社23社を抱える企業グループに拡大した。
しかし、世界金融危機に端を発する市況悪化に伴い業績が急激に悪化。拡大戦略から転換し、経営立て直しに向けて子会社や保有不動産の整理・売却を進めていたが、2012年（平成24年）5月14日に債権者から破産を申し立てられ、同年7月18日に東京地方裁判所から破産手続開始決定を受けた。

## 沿革
- 2004年（平成16年）
  - 5月 - 株式会社塩見の取締役会において、株式移転により完全親会社を設立することを決議。
  - 9月21日 - 塩見が大証2部上場廃止。
  - 9月28日 - 株式会社塩見ホールディングス設立。大証2部に上場。
- 2008年（平成20年）10月1日 - 広島県広島市東区から東京都千代田区内神田に本社移転。
- 2009年（平成21年）
  - 2月 - スポンサーであったSFCGが民事再生の手続開始を申立[2]。
  - 7月1日 - 東京都千代田区鍛冶町に本社移転。
- 2011年（平成23年）
  - 1月 - 本店所在地を広島市に変更。
  - 11月8日 - 大証2部上場廃止。
- 2012年（平成24年） 7月18日 - 東京地裁より破産手続き開始決定を受けた。負債総額は125億1386万円。